# Golany
El Golany és una muntanya de 864 metres que es troba entre els municipis de Sant Martí de Llémena, a la comarca del Gironès i de Sant Miquel de Campmajor, a la comarca del Pla de l'Estany.